# Bruno Luigi D'Ambrosio Merighi
Bruno Luigi d'Ambrosio Merighi (nacido en Salerno el 9 de septiembre de  1948) es un escritor y empresario italiano. Ha publicado en italiano, español e inglés.

## Biografía
Su padre fue Pompeo D'Ambrosio, quien lo llevó a Caracas (Venezuela) a los 5 años, por lo que tuvo doble nacionalidad italiana y venezolana hasta los 21 años. Desde entonces vive en los USA, como ciudadano italiano residente oficialmente.
Bruno creció estudiando entre Caracas y Módena (ciudad italiana donde realizó el Bachillerato Científico), graduándose sucesivamente en la Universidad de Génova "summa cum laude" en "Geografía Económica".
A los 22 años estaba a cargo -por orden de su padre y de su tío Mino- de la sección juvenil de la hinchada del equipo de fútbol venezolano Deportivo Italia, asistiendo y sosteniendo el equipo en casi todos sus partidos de esa época (como en el Pequeño Maracanazo de 1971). En 2001, la "Federación Internacional de Historia y Estadísticas de Fútbol de la FIFA" juzgó al Deportivo Italia como el mejor equipo de fútbol venezolano del siglo XX.
Luego de graduarse comenzó a escribir cuando era vicedirector de la revista “Incontri”, publicación perteneciente a los Padres Scalabrinianos de la Iglesia Católica de Venezuela y escrita en italiano para la comunidad ítalo-venezolana.
Bruno D'Ambrosio fue director de contratos en la empresa "Saprolate-Tranarg" de Caracas, que planificó en 1975 el levantamiento aerofotográfico del primer "Sistema ferroviario de Venezuela" para el IFE. Fue uno de los responsables que luchó (aunque en contra de su proprio jefe, el ingeniero Gianpiero Argento) para que no se hiciera con muchas rutas un plan ferrocarrilero  "exagerado" (que luego no se pudiera hacer, como ha sucedido con el nuevo Plan ferrocarrilero hecho por el presidente Chávez en el 2006): 

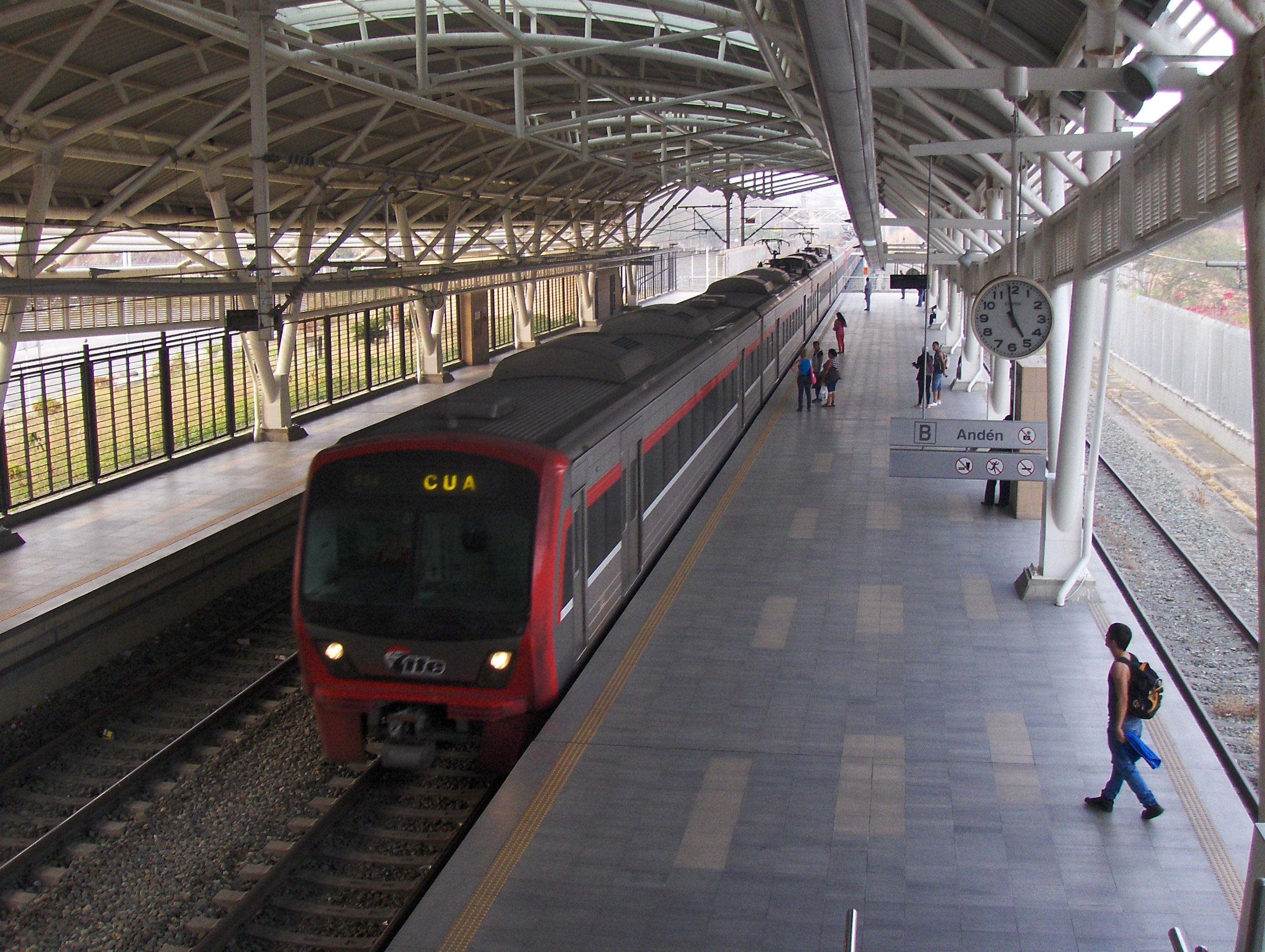
Estación ferroviaria de Cua

Bruno promovió -junto con algunos otros managers- una sola ruta entre Maracaibo y Ciudad Bolívar y con un tramo inicial "Caracas-Cua" a iniciarse prontamente por primero (seguido por el tramo Cua-Maracay que hubiera conectado la capital con la cuarta ciudad de Venezuela, pero que nunca pasó del nivel de proyecto).
Ese plan fue iniciado por el presidente Luis Herrera Campins y todavía ahora el tramo Caracas-Cua es el único que se ha realizado (y sin despilfarro de dinero como sucedió sucesivamente con los planes ferroviarios ideados -pero no completados- durante los mandatos de los presidentes Chávez y Maduro).
Después de obtener su MBA, Bruno Luigi D'Ambrosio fundó su propia empresa (denominada "Financiaria D'Ambrosio" o "Findam") en Caracas, especializándose en asesoría financiera para invertir capital en varias naciones del mundo.
Actualmente (2023) vive retirado en Boca Ratón (Florida), donde sigue escribiendo y publicando. También es un promotor de la comunidad italiana local, recibiendo el título de "Caballero de Colón" (Knight of Columbus).

## Publicaciones
En 1980 publicó para la Universidad de Génova: "Emigración italiana a Venezuela", su primer trabajo de investigación (en italiano y español).
En los años siguientes escribió:
1- "Influencia del idioma español en el inglés de Estados Unidos" (en español, italiano e inglés)
2- "El genio neolatino de Nicola Tesla" (en inglés)
3- "Estado cliente romano en Dinamarca" (en inglés)
4- "Romanos en Azania/Raphta (actual Tanzania)" (en inglés)
5- "Escuelas italianas en Asmara" (en inglés)
6- "La verdad sobre el OVNI de 1933 en Italia" (en italiano, español e inglés)
7- "Masacre de Biscari de 1943" (en italiano e inglés)
8- "Lissa: la perfecta limpieza étnica de la comunidad autóctona italiana" (en italiano, español e inglés)
9- "Colonie genovesi en la Rumanía medieval" (en italiano)
10-"Ataques italianos planeados en 1943 Nueva York" (en inglés)
11- "Vlachs en la Dalmacia veneciana" (en italiano e inglés)
12- "Comercio romano con Ceilán y más allá" (en inglés)
13- "Tradición militar italiana" (en italiano e inglés)
14- "Historia genética de la etnia italiana" (en italiano, español e inglés)
15- "Concesiones italianas en China" (en inglés y español)
Adicionalmente han sido publicados sus numerosos ensayos de lengua inglesa e italiana en varias publicaciones y websitos, como "Military History" (D'Ambrosio, Bruno. "Forts, Commercial Ports & Concessions of Italy in China" (M. H.)).